# Helmond Sport in het seizoen 1983/84
Het seizoen 1983/1984 was het 29e jaar in het bestaan van de Helmondse betaaldvoetbalclub Helmond Sport. 
De club kwam uit in de Eredivisie en eindigde daarin op de 16e plaats, hiermee degradeerde club rechtstreeks naar de Eerste divisie. Tevens deed de club mee aan het toernooi om de KNVB beker, 
hierin werd de club in de eerste ronde, na een replay-wedstrijd, uitgeschakeld door FC Haarlem (1–2).

## Wedstrijdstatistieken

### Eredivisie
|       | Ajax  | AZ '67 | FC Den Bosch '67 | DS '79 | Excelsior | Feyenoord | Fortuna Sittard | Go Ahead Eagles | FC Groningen | FC Haarlem | PEC Zwolle '82 | PSV   | Roda JC | Sparta Rotterdam | FC Utrecht | FC Volendam | Willem II |
| ----- | ----- | ------ | ---------------- | ------ | --------- | --------- | --------------- | --------------- | ------------ | ---------- | -------------- | ----- | ------- | ---------------- | ---------- | ----------- | --------- |
| Thuis | 0 – 2 | 5 – 3  | 1 – 3            | 2 – 4  | 1 – 2     | 0 – 5     | 1 – 1           | 0 – 1           | 0 – 0        | 0 – 0      | 2 – 6          | 1 – 5 | 3 – 2   | 2 – 3            | 2 – 2      | 1 – 2       | 2 – 2     |
| Uit   | 7 – 2 | 3 – 1  | 3 – 0            | 0 – 4  | 1 – 4     | 5 – 2     | 2 – 0           | 2 – 1           | 5 – 3        | 3 – 0      | 2 – 1          | 5 – 0 | 2 – 1   | 3 – 3            | 6 – 4      | 0 – 0       | 0 – 0     |

### KNVB Beker
| 1e ronde                                       | Helmond Sport                    | 0 – 0                              | FC Haarlem      |
| 8 oktober 1983 Plaats: Helmond De Braak        |                                  |                                    |                 |
| 1e ronde (replay)                              | FC Haarlem                       | 2 – 1 (1 – 1, 0 – 0) Na verlenging | Helmond Sport   |
| 26 oktober 1983 Plaats: Haarlem Jan Gijzenkade | Chris Verkaik 76' Piet Keur 103' |                                    | 47' Rob Hutting |

## Statistieken Helmond Sport 1983/1984

### Eindstand Helmond Sport in de Nederlandse Eredivisie 1983 / 1984
| Stand | Gespeeld | Gewonnen | Gelijk | Verloren | Punten | Doelpunten voor | Doelpunten tegen |
| ----- | -------- | -------- | ------ | -------- | ------ | --------------- | ---------------- |
| 16e   | 34       | 4        | 8      | 22       | 16     | 49              | 92               |

### Topscorers
| #                 | Naam                | Goal |
| ----------------- | ------------------- | ---- |
| 1.                | Peter Corbijn       | 11   |
| 1.                | Harry Lubse         | 11   |
| 2.                | Nico van Breemen    | 7    |
| 3.                | Jack Edelbloedt     | 4    |
| 4.                | Hans Vincent        | 3    |
| 5.                | Jimpy Andries       | 2    |
| 5.                | Gerrie Dijkstra     | 2    |
| 5.                | Johan van der Hooft | 2    |
| 5.                | Toon Nelemans       | 2    |
| 9.                | Erwin Cramer        | 1    |
| 9.                | Rob Hutting         | 1    |
| 9.                | Hans Meeuwsen       | 1    |
| 9.                | Frans Roosen        | 1    |
| Onbekend doelpunt |                     |      |
| 1.                | Onbekend            | 1    |
| Totaal            | Totaal              | 49   |

| #      | Naam        | Goal |
| ------ | ----------- | ---- |
| 1.     | Rob Hutting | 1    |
| Totaal | Totaal      | 1    |

## Voetnoten
Ajax ·
AZ '67 ·
FC Den Bosch '67 ·
DS '79 ·
Excelsior ·
Feyenoord ·
Fortuna Sittard ·
Go Ahead Eagles ·
FC Groningen ·
Haarlem ·
Helmond Sport ·
PEC Zwolle '82 ·
PSV ·
Roda JC ·
Sparta Rotterdam ·
FC Utrecht ·
FC Volendam ·
Willem II